# حصة السديري
حصة أحمد السديري (مواليد 22 مارس 1985) هي لاعبة كرة قدم سعودية تلعب في مركز حارس المرمى مع نادي الاتحاد في الدوري السعودي الممتاز للسيدات.

## المسيرة مع الأندية
لعبت السديري مع فريق جدة إيغلز، وفازت معهم ببطولة جدة الإقليمية.
بعد استحواذ الاتحاد على فريق جدة إيغلز، شاركت السديري في موسم 2022–23 من الدوري السعودي الممتاز للسيدات.
في الموسم التالي 2023–24، اعتمدت المدربة الأمريكية كيلي ليندسي على الحارسة السديري ضمن التشكيلة الأساسية في معظم مباريات الدوري السعودي الممتاز للسيدات.

## المسيرة الدولية
في 18 ديسمبر 2023، استدعت المدربة الفنلندية روزا لابي-سِبَّالَا الحارسة السديري للمنتخب السعودي، الذي كان يستعد للمشاركة في بطولة SAFF الدولية الودية للسيدات 2023 (الطائف).

## المسيرة التدريبية
إلى جانب استمرارها في اللعب مع الاتحاد، خضعت السديري لعدة برامج تطويرية في مجال التدريب في إسبانيا والسعودية.